# Sprawa kobiet
Sprawa kobiet (fr. Une affaire de femmes) – francuski dramat filmowy z 1988 roku w reżyserii Claude'a Chabrola. Adaptacja książki Francis Szpiner pod tym samym francuskim tytułem. Zdjęcia kręcono w Dieppe oraz w więzieniu w Coulommiers.
Opowieść osnuta jest na autentycznych losach Marie-Louise Giraud, na której we Francji Vichy wykonano wyrok śmierci przez dekapitację w 1943 roku za przeprowadzenie 27 zabiegów przerwania ciąży.

## Obsada
- Isabelle Huppert − jako Marie
- François Cluzet − jako Paul
- Nils Tavernier − jako Lucien
- Marie Trintignant − jako Lulu/Lucie
- Mirosław Zbrojewicz − jako ochroniarz Sylvie
- Janusz Bukowski − jako policjant
- Katarzyna Bargiełowska − jako policjantka
- Jerzy Gudejko − jako strażnik na placu zabaw
- Anna Mucha − Agnes

## Wybrane nagrody
- Nagroda MFF w Bogocie dla najlepszej aktorki (Isabelle Huppert) i za najlepszy scenariusz (Claude Chabrol i Colo Tavernier) (1989);
- Nagroda Boston Society of Film Critics dla najlepszego filmu obcojęzycznego (1990);
- Nagroda New York Film Critics Circle dla najlepszego filmu obcojęzycznego (1989);
- Puchar Volpiego dla najlepszej aktorki (Isabelle Huppert) na 45. MFF w Wenecji.